# Глодосский клад
Глодосский клад, или Глодосы — клад, обнаруженный на правом берегу реки Сухой Ташлык вблизи села Глодосы в Кировоградской области, Украина. Клад был найден 9 июня 1961 года школьником Владимиром Чухрием в степи под камнем. Он состоял из большого числа золотых (2,583 кг) и серебряных (1,026 кг) изделий, принадлежавших богатому знатному вождю конца VII или начала VIII века. Обрядовые особенности указывают на возможно славянскую принадлежности погребённого.